# جبال الألب الغربية

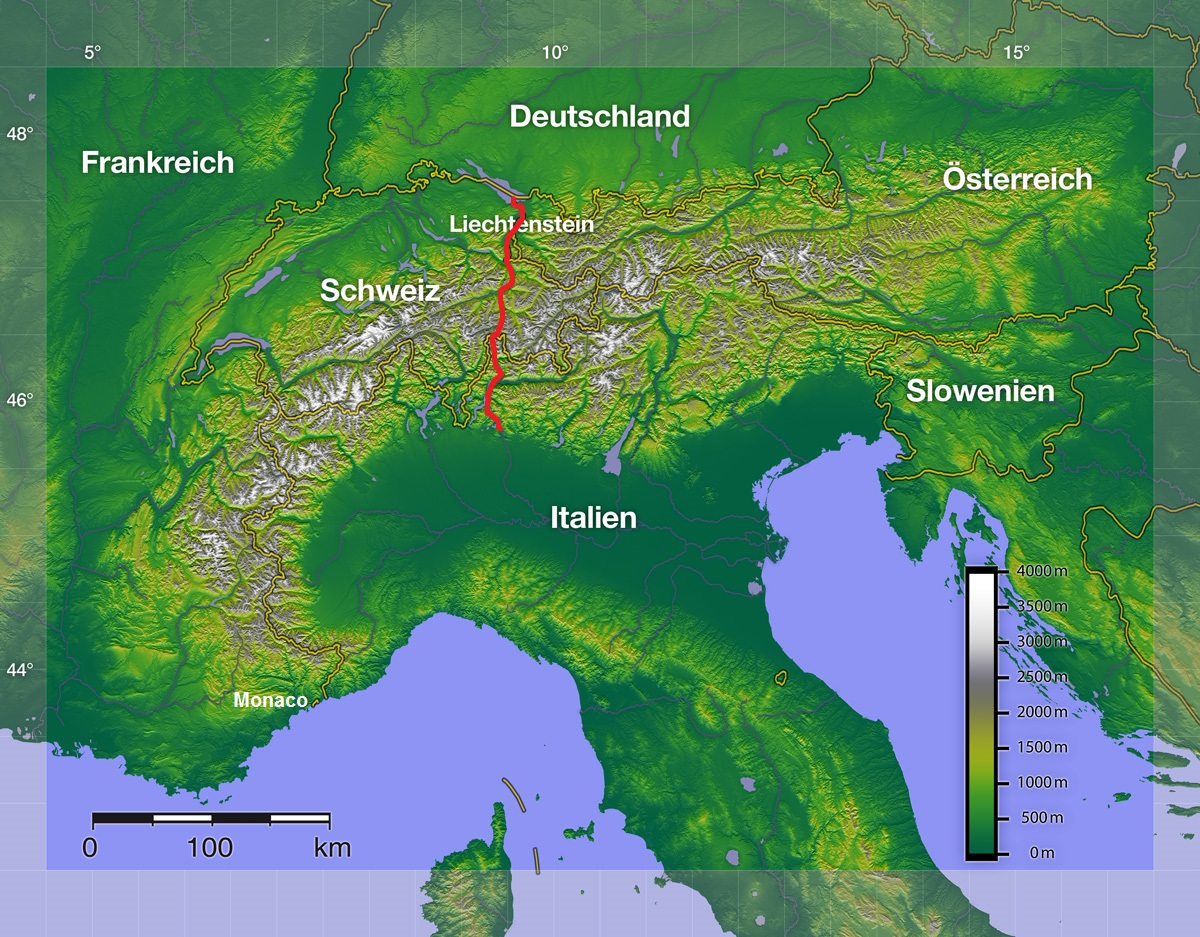
الخط الوهمي الفاصل بين الألب الشرقية والألب الغربية.

جبال الألب الغربية أو وست ألبن (بالألمانية: Westalpen ) هي الجزء الغربي من جبال الألب الذي يفصلها عن جبال الألب الشرقية الخط الوهمي الواصل من الشمال إلى الجنوب من بحيرة بودنسي إلى نهر الراين إلى ممر شبلوغه إلى بحيرة كومو. تشمل جبال الألب الغربية جزء من فرنسا وموناكو على البحر الأبيض المتوسط وجزءا كبيرا من سويسرا وجزءا من شمال إيطاليا . جبال الألب الغربية أشد ارتفاعا من جبال الألب الشرقية وهي تحوي قمة مونت بلانك التي تقع على الناحية الفرنسية، ولكن موتن بلانك لا يبعد عن الحدود الإيطالية . في نفس الوقت يقع جزء من جبل مونت بلانك أيضا في سويسرا.

## اقرأ أيضا
- جبال الألب الشرقية
- الألب